# Amblycheila schwarzi
Amblycheila schwarzi är en skalbaggsart som beskrevs av Walther Hermann Richard Horn 1903. Amblycheila schwarzi ingår i släktet Amblycheila och familjen jordlöpare. Inga underarter finns listade i Catalogue of Life.

## Bildgalleri

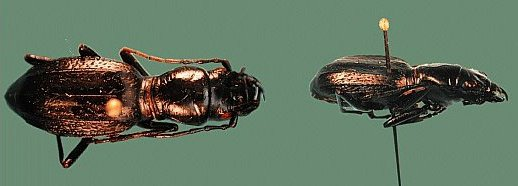